# 陈华强
陈华强（？—），男，汉族，中华人民共和国政治人物。现任澳门陈华强律师事务所律师，澳门法制研究会会长。第十四届全国政协委员。